# Bolo (machette)
Pour les articles homonymes, voir Bolo (homonymie).

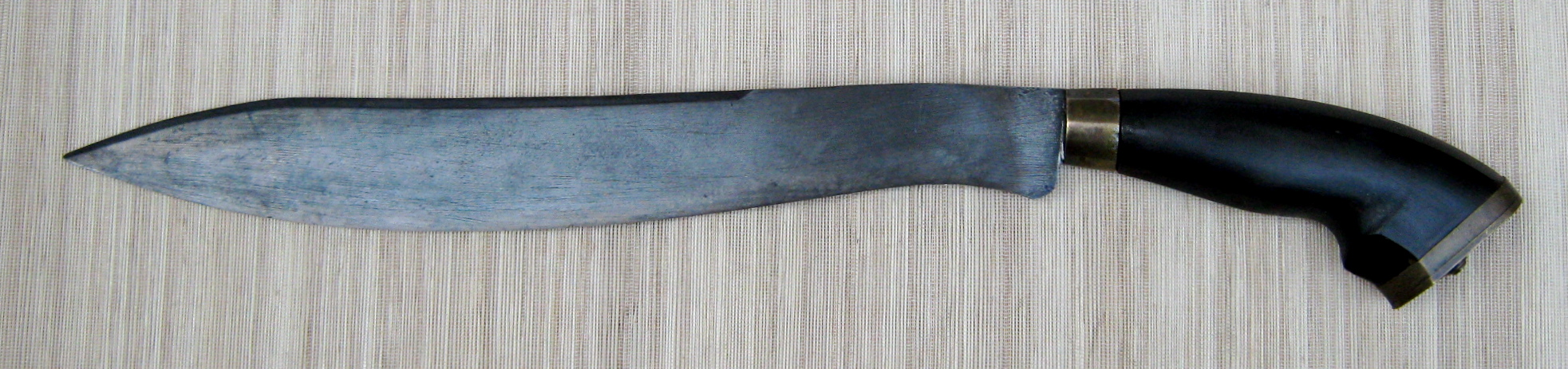
Un bolo typique de Luzon (Philippines).

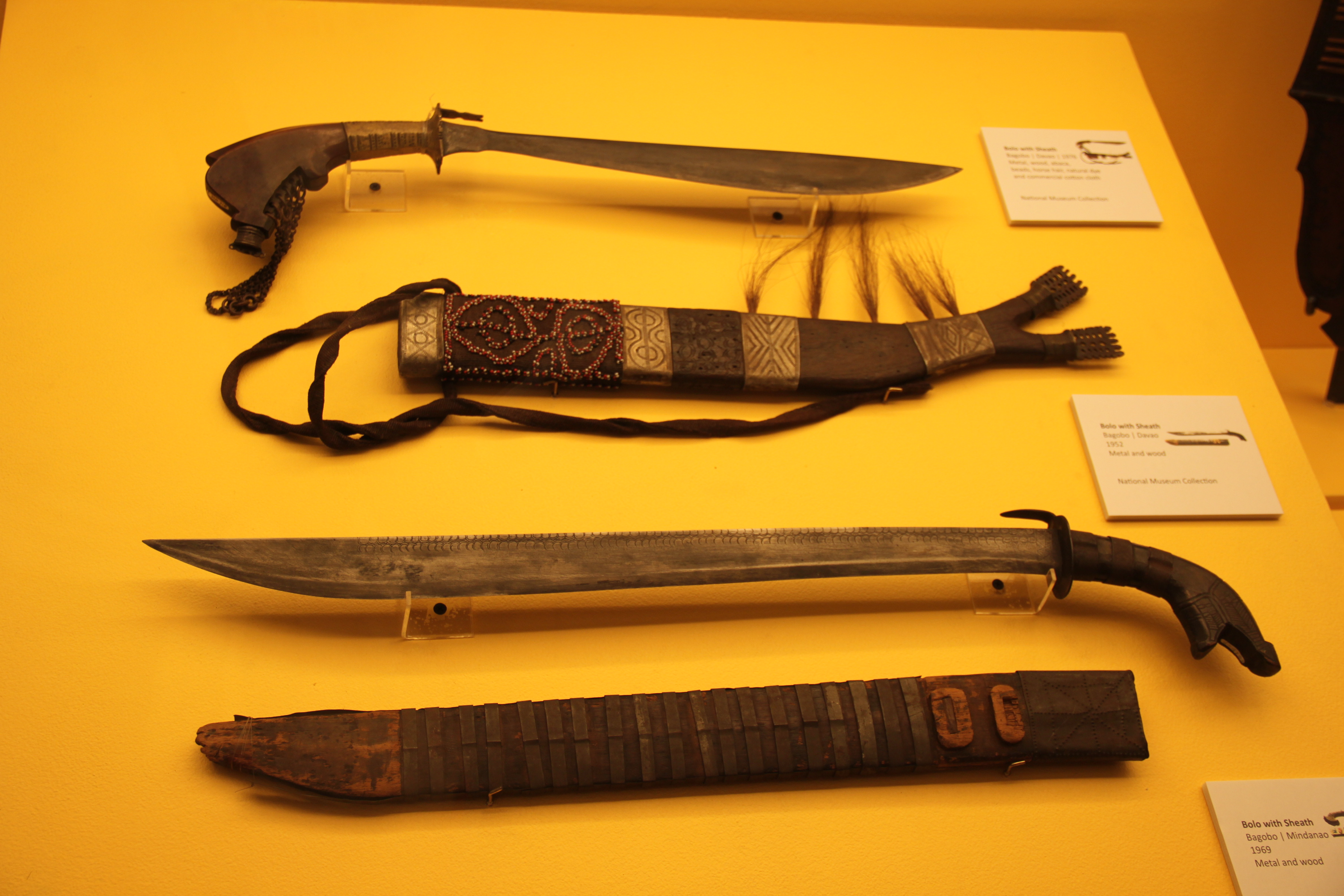
Des bolos de Lumad avec des gaines provenant de Mindanao, au musée du peuple philippin de Manille (Philippines).

Le bolo est un grand outil de coupe d'origine philippine, semblable à la machette. Il est utilisé notamment aux Philippines, dans les jungles d'Indonésie, de Malaisie et de Brunei, ainsi que dans les champs de canne à sucre de Cuba.
Le bolo sert principalement au défrichage pour l'agriculture, ou pour ouvrir des sentiers.
Le bolo sert également dans les arts martiaux philippins, comme l'arnis, à l'entraînement,,.

## Conception
Les bolos se caractérisent par un manche en bois dur indigène ou en corne d'animal (comme celui du carabao), une soie pleine et une lame en acier qui s'incurve et s'élargit, souvent considérablement, à son extrémité,, ce qui déplace le centre de gravité aussi loin que possible vers l'avant, donnant au bolo un élan supplémentaire pour couper.
Les bolos dits de jungle, destinés au combat plutôt qu'aux travaux agricoles, ont tendance à être plus longs et moins larges à l'extrémité,. Les bolos destinés au jardinage ont généralement des extrémités arrondies.

## Usage courant

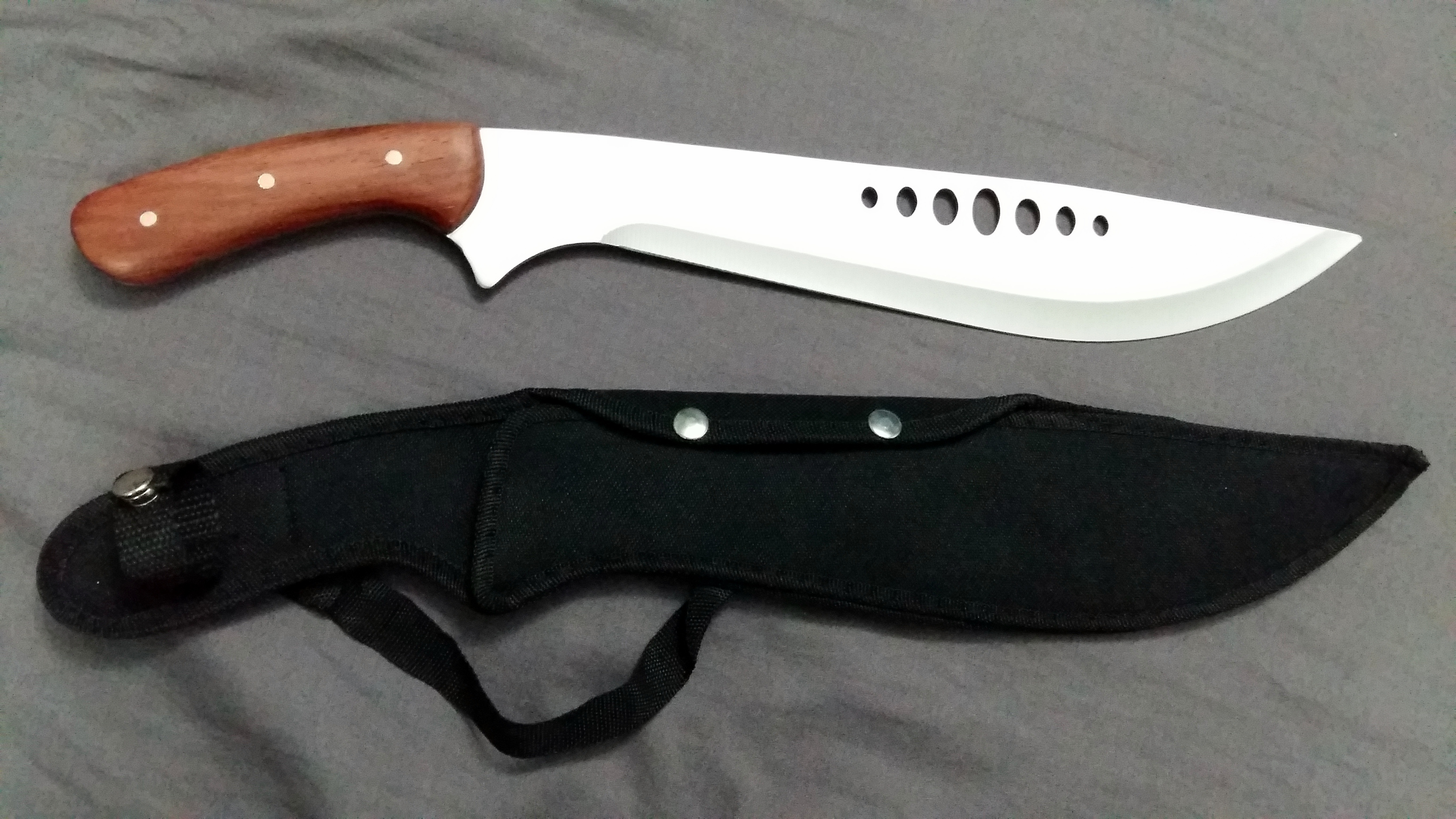
Un bolo contemporain.

Le bolo est commun dans les campagnes en raison de son utilisation comme outil agricole. À ce titre, il était largement utilisé pendant la colonisation espagnole comme alternative manuelle au labourage avec un carabao.
Normalement utilisé pour couper les noix de coco, il était également un outil de récolte courant pour les cultures en rangées étroites que l'on trouve sur les cultures en terrasses, telles que le riz, les haricots mungos, le soja et les cacahuètes. 
En raison de sa disponibilité, le bolo est devenu un choix courant d'armement improvisé pour le paysan.

## Signification historique
Certains historiens affirment que Lapulapu, pendant la bataille de Mactan, a brandi un kampilan (un type de bolo) pour tuer le navigateur portugais Ferdinand Magellan, bien que d'autres historiens contestent cette affirmation. Le bolo était la principale arme utilisée par le Katipunan (groupe armé de libération des Philippines) pendant la révolution philippine,.
Il a également été utilisé par les guérilleros philippins et les bolomen pendant la Guerre américano-philippine,,,.
Pendant la Première Guerre mondiale, le soldat de l'armée américaine Henry Johnson a acquis une renommée internationale en repoussant un raid allemand au corps à corps à l'aide d'un bolo.
Pendant la Seconde Guerre mondiale, le 1er régiment d'infanterie philippin était appelé le Bataillon Bolo et utilisait les bolos pour le combat rapproché,.
Le 7 décembre 1972, Carlito Dimahilig a utilisé un bolo pour attaquer l'ancienne première dame Imelda Marcos alors qu'elle apparaissait sur scène lors d'une cérémonie de remise de prix télévisée en direct. Dimahilig a frappé Marcos à l'abdomen à plusieurs reprises, mais elle a paré les coups avec ses bras. Il a été abattu par les forces de sécurité tandis qu'Imelda Marcos était transportée à l'hôpital,.

## Symbolisme
Le bolo sert de symbole au Katipunan et à la révolution philippine, en particulier au Cri de Pugad Lawin (en). Plusieurs monuments d'Andres Bonifacio et d'autres Katipuneros notables les représentent tenant un bolo dans une main et le drapeau du Katipunan dans l'autre,.

## Autres utilisations du terme
Dans l'armée américaine, le terme argotique « to bolo » — échouer à un test, un examen ou une évaluation — provient des forces militaires combinées philippines-américaines, y compris les guérillas reconnues pendant la guerre hispano-américaine et la Guerre américano-philippine. Les soldats locaux et les guérillas qui ne réussissaient pas les tests de tir recevaient des bolos au lieu d'armes à feu afin de ne pas gaspiller les rares munitions.
Dans les sports de combat au corps à corps, en particulier la boxe, le terme bolo punch est utilisé pour décrire un uppercut lancé de manière à imiter le mouvement arqué de celui qui utilise un bolo.